# Ніколас Медфорт-Міллс
Ніколас Михайло де Романі Медфорт-Міллс або Микола Михайло Румунський Медфорт-Міллс (рум. Nicholas Michael de Roumanie Medforth-Mills; нар. 1 квітня 1985 року) — принц Румунський, старша дитина та єдиний син принцеси Олени Румунської та Робіна Медфорт-Міллса. Як онук короля Румунії Михайла Румунії, був третім у черзі на трон Румунії згідно з новим сімейним статутом, прийнятим у 2007 році, який також надав йому титул «князь Румунії». Статут і титули не мають чинності в чинному законодавстві Румунії.

## Життєпис
Микола Михайло Медфорт-Міллс народився 1 квітня 1985 року в лікарні Ла-Тур у Мерені, містечку поблизу Женеви, Швейцарія. Є першою дитиною та сином румунської принцеси Олени та її першого чоловіка Робіна Медфорт-Міллса та другим онуком короля Михайла I Румунський і його дружини королева Анна.
Був хрещений у православній вірі, його хрещеними батьками були королева Анна (його бабуся по материнській лінії) і кронпринцеса Маргарита Румунська (його тітка по материнській лінії).
Його сестра Єлизавета-Каріна народилася 4 січня 1989 року. 
Після падіння режиму Чаушеску Микола Медфорт-Міллса, 19 квітня 1992 року на Великдень, повернувся до країни разом із його бабусею дідусем королем Михайлом І та бабусею королевою Анною, а також його матір'ю Оленою та її другим чоловіком Олександром Ніксоном.
Другий раз М. Медфорт-Міллс прибув до Румунії на Різдво 1997 року, коли вся королівська родина прибула до Румунії. У 2002 році відвідав Румунію втретє; він зупинився в Палаці Єлизавети. Під час цього візиту він почав усвідомлено розглядати свою роль як члена королівської родини.
30 грудня 2007 року прес-служба короля Михайла І оголосила, що М. Медфорт-Міллс отримує титул «принц Румунії» у стиль «королівська високість», який набуде чинності на 25-й день народження Миколи. 1 квітня 2010 року на підставі свого нового титулу він став членом румунської королівської родини і був нагороджений орденом Nihil Sine Deo, найвищою королівською нагородою на той час.
З початку 2008 року М. Медфорт-Міллс став активніше брати участь у громадському житті Румунії, взявши участь, наприклад, у театральному гала-концерті UNITER 2008 і проїхавши всю країну зі своєю тіткою, кронпринцесою Маргаритою та його дядьком по материнській лінії Раду Дуда.
У лютому 2008 року Микола заявив в інтерв'ю румунській щоденній газеті Cotidianul, що якби румунський народ попросив його стати королем, він не відмовився б. У вересні 2012 року, після закінчення університету, він переїхав до Румунії, щоб більше брати участь у громадській діяльності королівської родини.
6 жовтня 2017 року одружився цивільним шлюбом в Генлі-он-Темзі з Аліною-Марією Біндер (народилася в Констанці 26 січня 1988 року).30 вересня 2018 року пара уклала церковний шлюб у церкві Святого Іллі в Синаї. У них є донька (Марія Олександра), яка народилася 7 листопада 2020 року, і син (Михайло), який народився 15 квітня 2022 року.